# 姜晶華
姜晶華（韓語：강정화，1981年5月29日—），韓國女演員。

## 演出作品

### 電視劇
- 2004年：MBC《大長今》飾演 調同
- 2004年：SBS《妻子的叛亂》
- 2005年：SBS《不良主婦》
- 2005年：SBS《來去海邊》飾演 閔珠熙
- 2006年：MBC《你來自哪顆星》飾演 尹美賢
- 2007年：KBS《比天高比地厚》飾演 尹恩珠

### 電影
- 2004年：《筆仙》
- 2009年：《舞忍者的傳說》

### MV
- 2004年：玻璃箱子《找人》
- 2004年：SE7EN《熱情》
- 2005年：Eun Hyul《緩慢的愛》